# Аустралија на Светском првенству у атлетици на отвореном 2009.
Аустралија је на Светском првенству у атлетици на отвореном 2009. одржаном у Берлину од 15. до 23. августа, учествовала дванаести пут, односно учествовала је на свим првенствима до данас. Репрезентацију Аустралије представљало је 38 такмичара (28 мушкараца и 10 жена) у 20 атлетских дисциплина (14 мушких и 9 женских).
На овом првенству Аустралија је освојила четири медаље, две златне и две бронзану. Поред тога постављена су 2 лична и 10 рекорда сезоне. Овим успехом Аустралијска атлетска репрезентација је у укупном пласману рангирана на 10 место од укупно 202 земље учеснице. У табели успешности према броју и пласману такмичара који су учествовали у финалним такмичењима (првих 8 такмичара) Аустралија је са 9 учесника у финалу била 11. са 45 бодова.
| Плас. | Земља      | 1. место | 2. место | 3. место | 4. место | 5. место | 6. место | 7. место | 8. место | Бр. финал. | Бод. |
| ----- | ---------- | -------- | -------- | -------- | -------- | -------- | -------- | -------- | -------- | ---------- | ---- |
| 11.   | Аустралија | 2        | 0        | 2        | 1        | 1        | 2        | 1        | 0        | 9          | 45   |

## Учесници
| Мушкарци: - Џоел Милберн — 400 м, 4 х 400 м - Џон Стефенсен — 400 м, 4 х 400 м - Шон Вро — 400 м, 4 х 400 м - Рајан Грегсон — 1.500 м - Џефри Рајзли — 1.500 м - Џереми Роф — 1.500 м - Колис Бирмингем — 5.000 м, 10.000 м - Дејвид Макнил — 10.000 м - Мартин Дент — Маратон - Andrew Letherby — Маратон - Марк Такер — Маратон - Scott Westcott — Маратон - Тристан Томас — 400 м препоне, 4 х 400 м - Брендан Коул — 400 м препоне - Јусеф Абди — 3.000 м препреке - Ентони Алози — 4 х 100 м - Мет Дејвис — 4 х 100 м - Арон Руж Сере — 4 х 100 м - Џош Рос — 4 х 100 м - Бен Офераинс — 4 х 400 м - Џаред Талент — 20 км ходање, 50 км ходање - Адам Рутер — 20 км ходање - Лук Адамс — 20 км ходање, 50 км ходање - Мајкл Ват — Скок удаљ - Фабрис Лапјер — Скок удаљ - Алвин Џоунс — Троскок - Стивен Хукер — Скок мотком - Џастин Анлезарк — Бацање кугле - Скот Мартин — Бацање кугле - Бен Харадин — Бацање диска | Жене: - Madeleine Pape — 800 м, 4 х 400 м - Лиса Џејн Вејтман — Маратон - Сали Пирсон — 100 м препоне - Дона Макфарлејн — 3.000 м препреке - Pirrenee Steinert — 4 х 400 м - Caitlin Willis-Pincott — 4 х 400 м - Тамсин Луис — 4 х 400 м - Клер Талент — 20 км ходање - Џес Ротвел — 20 км ходање - Черил Веб — 20 км ходање - Петрина Прајс — Скок мотком - Дени Самјуелс — Бацање диска - Кимберли Микл — Бацање копља |  |

## Освајачи медаља

### Злато
- Стивен Хукер — Скок мотком
- Дани Самјуелс — Бацање диска

### Бронза
- Џон Стефенсен, 
 Бен Оферајнс, 
 Тристан Томас, 
 Шон Вро, 
 Џоел Милберн* — 4 х 400 м
- Мајкл Ват — Скок удаљ

## Резултати

### Мушкарци
| Атлетичар       | Дисциплина       | Лични рекорд | Квалификације   | Квалификације | Група                 | Група                 | Полуфинале            | Полуфинале   | Финале                | Финале            | Детаљи |
| Атлетичар       | Дисциплина       | Лични рекорд | Резултат        | Место         | Резултат              | Место                 | Резултат              | Место        | Резултат              | Место             | Детаљи |
| --------------- | ---------------- | ------------ | --------------- | ------------- | --------------------- | --------------------- | --------------------- | ------------ | --------------------- | ----------------- | ------ |
| Џоел Милберн    | 400 м            | 44,80        |                 |               | 45,56 КВ, ЛРС         | 3. у гр. 3            | 46,06                 | 6. у гр. 1   | Нису се квалификовали | 20 / 23 (24)      |        |
| Џон Стефенсен   | 400 м            | 44,73        | 45,37 КВ        | 2. у гр. 4    | 45,50                 | 3. у гр. 3            | 14 / 23 (24)          |              | Нису се квалификовали |                   |        |
| Шон Вро         | 400 м            | 45,07        | 45,31 КВ        | 2. у гр. 7    | 45,50                 | 3. у гр. 3            | 13 / 23 (24)          |              | Нису се квалификовали |                   |        |
| Џефри Рајзли    | 1.500 м          | 3:32,93      | 3:43,03         | 4. у гр. 1    | 3:38,00               | 10. у гр. 2           | 18 / 53 (54)          |              | Нису се квалификовали |                   |        |
| Рајан Грегсон   | 1.500 м          | 3:47,83      | 3:44,79         | 10. у гр. 3   | Нису се квалификовали | Нису се квалификовали | Нису се квалификовали | 34 / 53 (54) |                       |                   |        |
| Џереми Роф      | 1.500 м          | 3:34,39      | 3:47,08         | 10. у гр. 2   | Нису се квалификовали | Нису се квалификовали | Нису се квалификовали | 42 / 53 (54) |                       |                   |        |
| Колис Бирмингем | 5.000 м          |              | 13:23,48 кв     | 10. у гр. 1   |                       |                       | 13:55,58              | 16 / 36 (39) |                       |                   |        |
| Колис Бирмингем | 10.000 м         | 27:29,73     |                 |               |                       |                       |                       |              | Није завршио трку     | Није завршио трку |        |
| Дејвид Макнил   | 10.000 м         | 28:03,02     | 29:18,59 ЛРС    | 24 / 25 (31)  |                       |                       |                       |              |                       |                   |        |
| Мартин Дент     | Маратон          |              | 2:16:05         | 21 / 69 (98)  |                       |                       |                       |              |                       |                   |        |
| Andrew Letherby | Маратон          | 2:11:42      | 2:17:29 ЛРС     | 30 / 69 (98)  |                       |                       |                       |              |                       |                   |        |
| Марк Такер      | Маратон          | 2:13:49      | 2:21:57 ЛРС     | 46 / 69 (98)  |                       |                       |                       |              |                       |                   |        |
| Scott Westcott  | Маратон          | 2:11:36      | 2:26:02         | 57 / 69 (98)  |                       |                       |                       |              |                       |                   |        |
| Тристан Томас   | 400 м препоне    | 48,68        |                 |               | 49,53 кв              | 4. у гр. 2            | 49,76                 | 7. у гр. 2   | Нису се квалификовали | 14 / 27 (32)      |        |
| Брендан Коул    | 400 м препоне    |              | 49,63 КВ        | 3. у гр. 4    | 49,92                 | 8. у гр. 1            | 15 / 27 (32)          |              | Нису се квалификовали |                   |        |
| Јусеф Абди      | 3.000 м препреке | 8:16,36      | 8:49,88         | 8 у гр. 3     |                       |                       | 34 / 35               |              | Нису се квалификовали |                   |        |
| Ентони Алози    | 4 х 100 м        | 38,17 НР     | 38,93 НРС       | 3. у гр. 3    | 9 / 15 (18)           |                       |                       |              | Нису се квалификовали |                   |        |
| Џош Рос         | 4 х 100 м        | 38,17 НР     | 38,93 НРС       | 3. у гр. 3    | 9 / 15 (18)           |                       |                       |              | Нису се квалификовали |                   |        |
| Арон Руж Сере   | 4 х 100 м        | 38,17 НР     | 38,93 НРС       | 3. у гр. 3    | 9 / 15 (18)           |                       |                       |              | Нису се квалификовали |                   |        |
| Мет Дејвис      | 4 х 100 м        | 38,17 НР     | 38,93 НРС       | 3. у гр. 3    | 9 / 15 (18)           |                       |                       |              | Нису се квалификовали |                   |        |
| Џон Стефенсен²  | 4 х 400 м        | 2:59,70 НР   | 3:02,04 кв, НРС | 4 у гр. 1     | 3:00,90 НРС           |                       |                       |              |                       |                   |        |
| Бен Офераинс    | 4 х 400 м        | 2:59,70 НР   | 3:02,04 кв, НРС | 4 у гр. 1     | 3:00,90 НРС           |                       |                       |              |                       |                   |        |
| Тристан Томас²  | 4 х 400 м        | 2:59,70 НР   | 3:02,04 кв, НРС | 4 у гр. 1     | 3:00,90 НРС           |                       |                       |              |                       |                   |        |
| Шон Вро²        | 4 х 400 м        | 2:59,70 НР   | 3:02,04 кв, НРС | 4 у гр. 1     | 3:00,90 НРС           |                       |                       |              |                       |                   |        |
| Џоел Милберн*²  | 4 х 400 м        | 2:59,70 НР   | 3:02,04 кв, НРС | 4 у гр. 1     | 3:00,90 НРС           |                       |                       |              |                       |                   |        |
| Адам Рутер      | 20 км ходање     | 1:21:49      |                 |               |                       |                       |                       |              | Диск.                 | Диск.             |        |
| Џаред Талент    | 20 км ходање     | 1:19:41      | 1:20:27         | 6 / 45 (50)   |                       |                       |                       |              |                       |                   |        |
| Лук Адамс       | 20 км ходање     | 1:19:15      | 1:22:37         | 18 / 45 (50)  |                       |                       |                       |              |                       |                   |        |
| Лук Адамс       | 50 км ходање     | 3:47:45      | 3:43:39 ЛР      | 6 / 31 (47)   |                       |                       |                       |              |                       |                   |        |
| Џаред Талент    | 50 км ходање     | 3:39:27      | 3:44:50 ЛРС     | 7 / 31 (47)   |                       |                       |                       |              |                       |                   |        |
| Мајкл Ват       | Скок удаљ        | 8,43         | 8,14 кв         | 2. у гр. А    |                       |                       |                       |              | 8,37                  |                   |        |
| Фабрис Лапјер   | Скок удаљ        | 8,35         | 8,14 кв         | 3. у гр. Б    | 8,21                  | 4 / 42 (45)           |                       |              |                       |                   |        |
| Алвин Џоунс     | Троскок          | 16,83        | 16,57           | 13. у гр. Б   | Није се квалификовао  | 25 / 44 (46)          |                       |              |                       |                   |        |
| Стивен Хукер    | Скок мотком      | 6,00         | 5,65 кв         | 1. у гр. А    | 5,90                  |                       |                       |              |                       |                   |        |
| Џастин Анлезарк | Бацање кугле     | 20,96        | 19,94           | 10. у гр. А   | Нису се квалификовали | 14 / 35 (36)          |                       |              |                       |                   |        |
| Скот Мартин     | Бацање кугле     | 21,26 НР     | 19,52           | 12. у гр. Б   | Нису се квалификовали | 25 / 35 (36)          |                       |              |                       |                   |        |
| Бен Харадин     | Бацање диска     | 66,37 НР     | 61,74           | 9. у гр. А    | Нису се квалификовали | 15 / 29 (30)          |                       |              |                       |                   |        |

- Атлетичари у штафетама означени звездицом нису учествовали у финалној трци штафета, а означени бројем ² су учествовали и у некој од појединачних дисциплина.

### Жене
| Атлетичарка            | Дисциплина       | Лични рекорд | Квалификације | Квалификације | Група                 | Група                 | Полуфинале            | Полуфинале            | Финале                | Финале       | Детаљи |
| Атлетичарка            | Дисциплина       | Лични рекорд | Резултат      | Место         | Резултат              | Место                 | Резултат              | Место                 | Резултат              | Место        | Детаљи |
| ---------------------- | ---------------- | ------------ | ------------- | ------------- | --------------------- | --------------------- | --------------------- | --------------------- | --------------------- | ------------ | ------ |
| Madeleine Pape         | 800 м            | 1:59,92      |               |               | 2:05,85               | 6. у гр. 1            | Није се квалификовала | Није се квалификовала | Није се квалификовала | 30 / 41 (43) |        |
| Лиса Џејн Вејтман      | Маратон          | 2:32:32      |               |               |                       |                       |                       |                       | 2:30:42 ЛР            | 17 / 60 (73) |        |
| Сали Пирсон            | 100 м препоне    | 12,50 НР     |               |               | 12,82 КВ              | 1. у гр. 3            | 12,66 КВ              | 2. у гр. 3            | 12,70                 | 5 / 36 (40)  |        |
| Дона Макфарлејн        | 3.000 м препреке | 9:18,35 НР   | 9:52,46 ЛРС   | 12. у гр. 1   | Нису се квалификовале | Нису се квалификовале | Нису се квалификовале | 36 / 41               |                       |              |        |
| Pirrenee Steinert      | 4 х 400 м        | 3:23,81 НР   | 3:30,80       | 4. у гр. 1    | Нису се квалификовале | Нису се квалификовале | Нису се квалификовале | 11 / 15 (16)          |                       |              |        |
| Madeleine Pape²        | 4 х 400 м        | 3:23,81 НР   | 3:30,80       | 4. у гр. 1    | Нису се квалификовале | Нису се квалификовале | Нису се квалификовале | 11 / 15 (16)          |                       |              |        |
| Caitlin Willis-Pincott | 4 х 400 м        | 3:23,81 НР   | 3:30,80       | 4. у гр. 1    | Нису се квалификовале | Нису се квалификовале | Нису се квалификовале | 11 / 15 (16)          |                       |              |        |
| Тамсин Луис            | 4 х 400 м        | 3:23,81 НР   | 3:30,80       | 4. у гр. 1    | Нису се квалификовале | Нису се квалификовале | Нису се квалификовале | 11 / 15 (16)          |                       |              |        |
| Реган Ламбле           | 20 км ходање     | 1:31:39      |               |               |                       |                       |                       |                       | 1:33:38               | 13 / 50      |        |
| Клер Талент            | 20 км ходање     | 1:32:02      | 1:34:46       | 21 / 50       |                       |                       |                       |                       |                       |              |        |
| Петрина Прајс          | Скок увис        | 1,94         | 1,89          | 10. у гр. Б   |                       |                       |                       |                       | Није се квалификовала | 17 / 32 (33) |        |
| Дени Самјуелс          | Бацање диска     | 62,95        | 62,67 КВ      | 2. у гр. Б    | 65,44 ЛР              |                       |                       |                       |                       |              |        |
| Кимберли Микл          | Бацање копља     | 63,49        | 57,46         | 6. у гр. Б    | Није се квалификовала | 15 / 31               |                       |                       |                       |              |        |

- Атлетичарка у штафети означена бројем ² је учествовала и у некој од појединачних дисциплина.